# Tales From the Lotus Pod
Tales From The Lotus Pod – pierwszy album amerykańskiej grupy Dark Lotus, wydany 17 lipca 2001 roku.
Jedyny album Lotusa na którym udzielił się raper Marz, (po wydaniu płyty został usunięty z grupy).
Produkcją początkowo zajął się Mike E. Clark który wyprodukował 4 tracki, po jego rezygnacji album dokończył Fritz The Cat.
13 listopada 2002 roku płyta została wydana ponownie w zmienionej wersji, wersy Marza skasowano i zastąpiono je nowymi, nagranymi przez ABK-a. Aktualnie tylko ta wersja jest dostępna w oficjalnej sprzedaży, przez co sporo ludzi "poluje" na pierwsze wydanie płyty.
Album dotarł na szóste miejsce "Najbardziej Niezależnych Albumów" Billboardu

## Lista utworów
Oficjalnie na płycie nie znajduje się żadna tracklista, jednak powszechnie stosuje się tą którą można znaleźć m.in. na Amazon.com.
| #  | Tytuł                 | Czas (oryginalny) | Czas (drugie wydanie) |
| -- | --------------------- | ----------------- | --------------------- |
| 1  | "Intro"               | 1:21              | 1:21                  |
| 2  | "Ali Baba"            | 4:21              | 4:21                  |
| 3  | "Something"           | 4:20              | 3:59                  |
| 4  | "Hurt Myself"         | 5:10              | 5:09                  |
| 5  | "Call Upon Your Gods" | 4:57              | 4:57                  |
| 6  | "And We Danced"       | 4:37              | 4:36                  |
| 7  | "cigaM kcalB"         | 4:57              | 4:56                  |
| 8  | "Gimme Dat Blood"     | 3:39              | 3:39                  |
| 9  | "Headache"            | 5:38              | 5:36                  |
| 10 | "Bad Rep"             | 4:46              | 4:47                  |
| 11 | "Bitch I'm Sexy"      | 3:50              | 3:30                  |
| 12 | "Swarm"               | 4:46              | 4:45                  |
| 13 | "I Wanna Die"         | 3:52              | 3:51                  |
| 14 | "Black Crows"         | 3:52              | 3:52                  |
| 15 | "Juggalo Family"      | 6:06              | 6:06                  |
| 16 | "Dot Com"             | 4:47              | 4:46                  |